# اندیشه سیاسی در اسلام معاصر
اندیشه سیاسی در اسلام معاصر (به انگلیسی: Modern Islamic Political Thought) کتابی است از حمید عنایت که یکی از منابع اصلی اندیشه سیاسی اسلامی است. عنایت در این کتاب به تحول فکر سیاسی جدید در میان پیروان مذهب شیعه و اهل سنت می‌پردازد. گزارش او از شکل‌گیری بحران خلافت در میان اهل سنت پس از فروپاشی امپراتور عثمانی و جایگزینی اندیشه حکومت اسلامی به جای آن در میان نهضت‌های فکری در مصر و سوریه و هند و پاکستان ابتکاری و خلاقانه است. عنایت به روشنی نشان می‌دهد که چگونه از درون تجدد خواهی در جهان اسلام نوعی بنیادگرایی سربر می‌آورد. عنایت به تعاملات میان سنیان و شیعیان در این مقوله توجه می‌کند و پیداش نظریه حکومت اسلامی را معلول فروپاشی خلافت (اسلامی) می‌داند که تداوم آن از میان اهل سنت به جهان تشیع هم راه یافت.
این کتاب به توصیه مرتضی مطهری برای دانشگاه‌های انگلیسی زبان نوشته شده و یکی از مراجع اصلی اندیشه سیاسی شیعه است.
این کتاب به زبان فارسی نیز ترجمه شده است.
کتاب مذکور در کلاس درس فقه سیاسی در مقطع کارشناسی ارشد علوم سیاسی تدریس می‌شود.

## جوایز
ترجمهٔ فارسی این کتاب در سال ۱۳۶۲ منتشر و در مراسم کتاب سال جمهوری اسلامی ایران به‌عنوان کتاب برگزیده معرفی شد.

## مشخصات ویرایش‌های مختلف کتاب
- Enayat, Hamid (1982). Modern Islamic Political Thought (به انگلیسی). London: Macmillan Press. ISBN 1-85043-465-4.
- Enayat, Hamid (2001). Modern Islamic Political Thought (به انگلیسی). Islamic Book Trust. ISBN 9789839154153.

#### ترجمه به فارسی
تا کنون دو ترجمه از این کتاب به زبان فارسی انتشار یافته است:
- اندیشه سیاسی در اسلام معاصر، ترجمه بهاالدین خرمشاهی، تهران: خوارزمی، ۱۳۶۱
- تفکر نوین سیاسی در اسلام، ترجمه ابوطالب صارمی، تهران: امیرکبیر، ۱۳۶۲